# 11504 Kazo
11504 Kazo este un asteroid din centura principală de asteroizi.

## Descriere
11504 Kazo este un asteroid din centura principală de asteroizi. A fost descoperit pe 21 ianuarie 1990 la Okutama de Tsutomu Hioki și Shuji Hayakawa. Asteroidul prezintă o orbită caracterizată de o semiaxă mare de 2,29 ua, o excentricitate de 0,16 și o înclinație de 7,2° în raport cu ecliptica.